# Zygmunt Krasiński

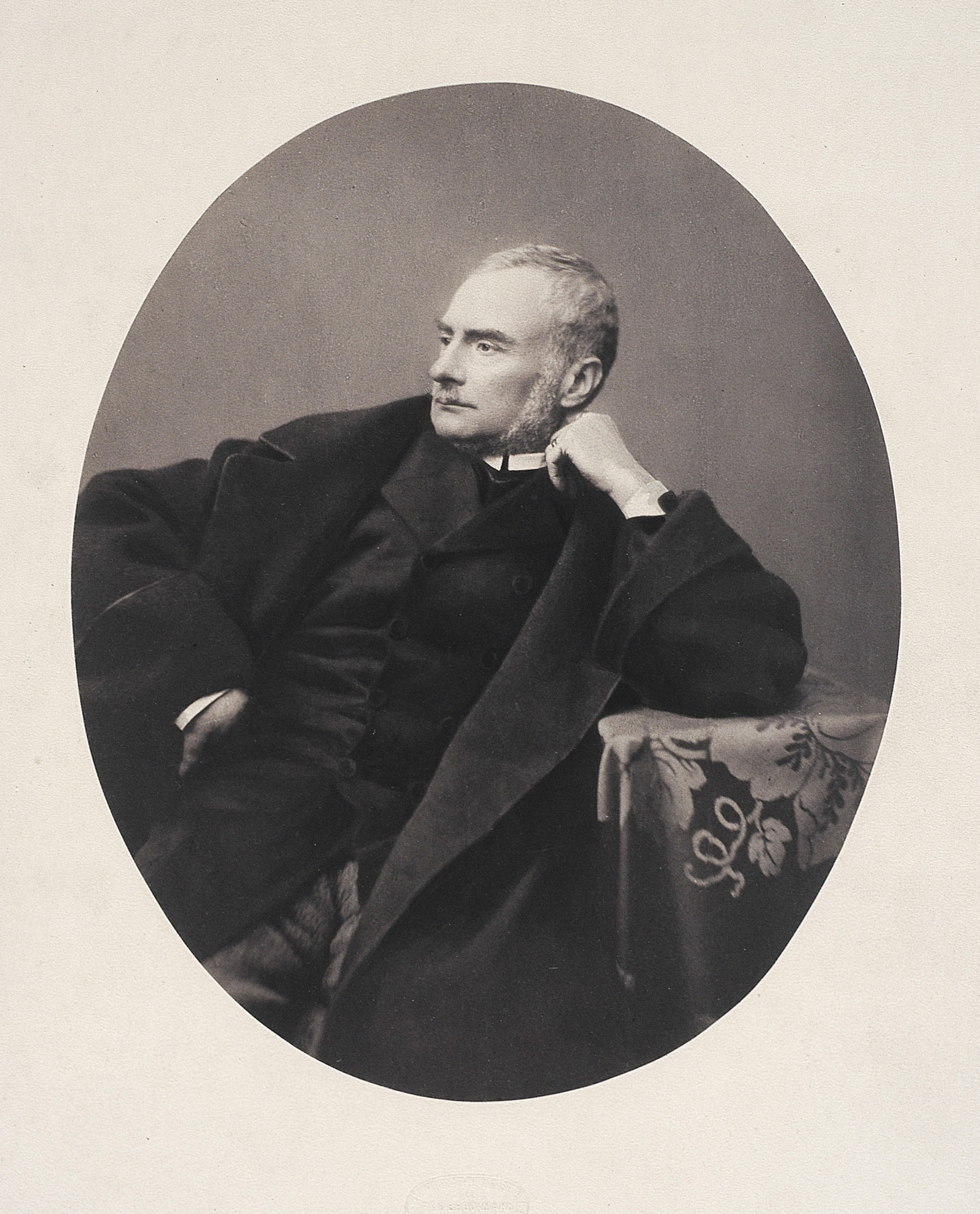
Zygmunt Krasiński

Napoleon Stanisław Adam Feliks Zygmunt Krasiński (París, Francia, 19 de febrero de  1812–París, 23 de febrero de  1859), fue un conde polaco,  tradicionalmente clasificado junto con Mickiewicz y Juliusz Słowacki como uno de los tres Bardos nacionales polacos – el trío de grandes poetas románticos que influenció la conciencia nacional durante el período de adhesión política en Polonia.

## Vida y obra
Krasiński fue hijo de un general, el conde Wincenty Krasiński, de la familia aristocrática Krasiński. Estudió leyes en la universidad de Varsovia y en Ginebra, donde conoció a Adam Mickiewicz –quien marcó e influenció profundamente al poeta-. Vivió, a partir de entonces, en el extranjero, alternando entre Italia y Francia. Krasiński fue más conservador política y socialmente que los otros dos poetas. Publicó gran parte de su obra anónimamente.
Es conocido fundamentalmente por sus ideas filosóficas Mesianistas. Su drama "Nie-boska Komedia" ("La No-divina Comedia", 1835) retrata la tragedia de un anquilosado mundo aristocrático derrotado y sustituido por un nuevo orden de comunismo y democracia, es una profecía poética del conflicto clasista y la Revolución de octubre de 1917. En su drama "Iridyon" (1836), en el contexto de las éticas cristianas, trabaja con la pugna de una nación subyugada contra su opresor. Hubo algunas representaciones teatrales interesantes de esta obra en Krakovia y Varsovia. Los escritos de Krasiński del periodo están llenos de argumentos frenéticos, intensamente influenciados por la ficción gótica y Dante Alighieri. Tal y como muestran las más famosas obras del poeta, está más interesado en las vertientes extremas de la esencia humana, tal como el odio, la desesperación o la soledad. 

Ślepowron, escudo de armas de la familia Krasiński.

El "Agaj-Han" (1834) de Krasiński es bien conocido, asimismo, en Polonia. Es una novela histórico-poética muy diferente a las novelas –populares en la literatura polaca- de Walter Scott. Agaj-Han está llena de rasgos y motivos macabros, muerte y fratricidio. Sobre la vida humana existe un destino trágico, un hado. Más tarde (1844-1848) escribió Psalmy Przyszłości (Salmos del Futuro), en los que el poeta llama al amor y a la caridad de acuerdo con el Cristianismo. 

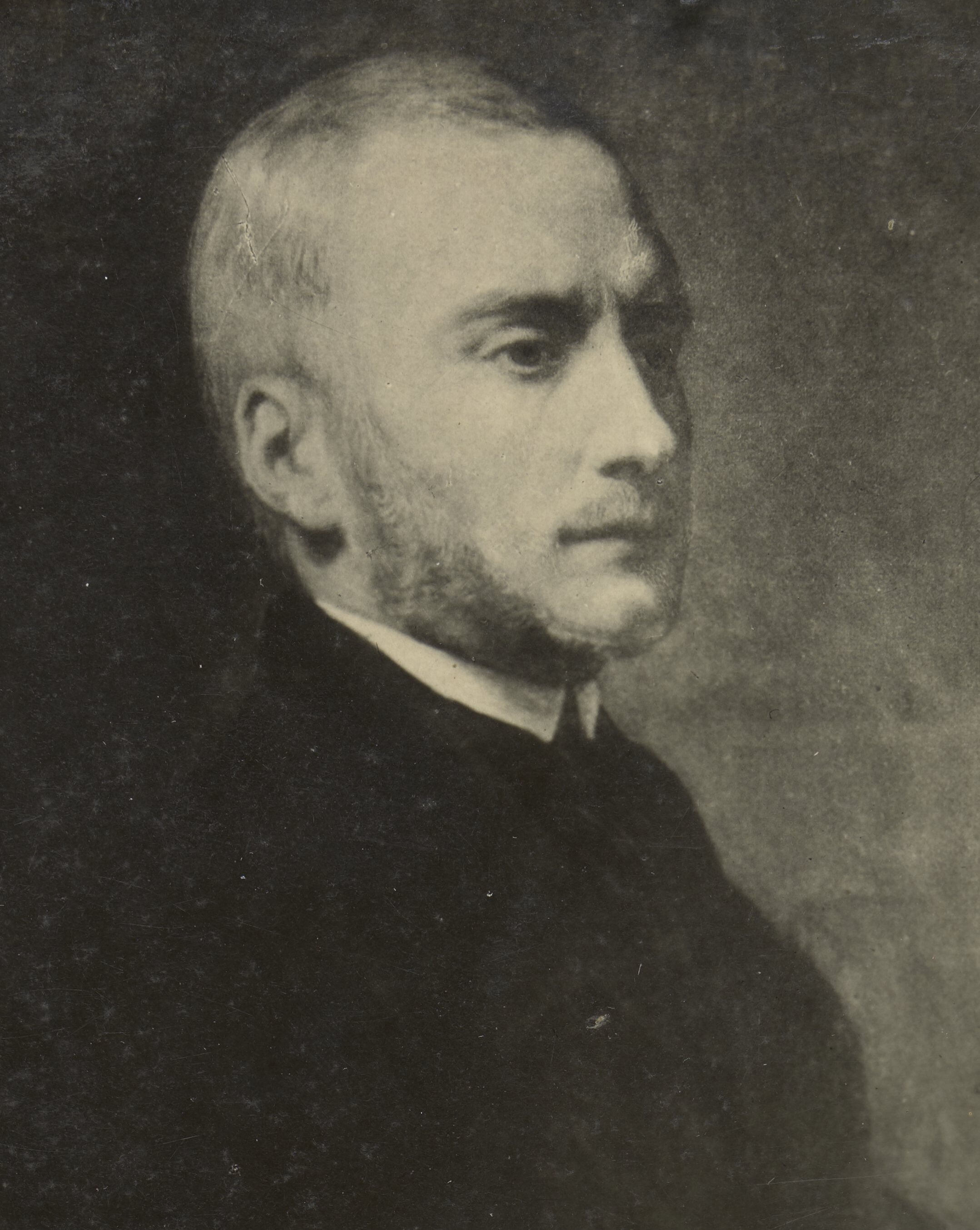
Krasiński en torno a 1850.

Su musa fue, durante largos años, la Condesa Delfina Potocka (amiga, a su vez, de Frédéric Chopin), con la que mantuvo un romance desde 1838 a 1846. Tras esto permaneció una amistad, y para ella escribió "Sen Cezary" (publicado en 1840) y "Przedświt" (Dawn’s Approach, publicado en 1843). El 26 de julio de 1843, Krasiński desposó a la condesa polaca Eliza Branicka (1820-76).

Obras
- Agaj-Han (1834)
- Nie-boska Komedia (1835)
- Iridyon (1836)
- Sen Cezary (1840)
- Przedświt (1843)
- Psalmy Przyszłości (1844-1848)